# Lipararchis hyacinthopa
Lipararchis hyacinthopa là một loài bướm đêm trong họ Crambidae.